# Venezuela a 2012. évi nyári olimpiai játékokon
Venezuela a nagy-britanniai Londonban megrendezett 2012. évi nyári olimpiai játékok egyik részt vevő nemzete volt. Az országot az olimpián 15 sportágban 69 sportoló képviselte, akik összesen 1 érmet szereztek.

## Érmesek
| Érem  | Versenyző     | Sportág | Versenyszám             |
| ----- | ------------- | ------- | ----------------------- |
| Arany | Rubén Limardo | Vívás   | Férfi párbajtőr, egyéni |

## Asztalitenisz
Női
| Versenyző     | Versenyszám | Selejtező         | 64-es főtábla                                                     | 48-as főtábla     | 32-es főtábla     | Nyolcaddöntő      | Negyeddöntő       | Elődöntő          | Döntő             | Helyezés |
| Versenyző     | Versenyszám | Ellenfél Eredmény | Ellenfél Eredmény                                                 | Ellenfél Eredmény | Ellenfél Eredmény | Ellenfél Eredmény | Ellenfél Eredmény | Ellenfél Eredmény | Ellenfél Eredmény | Helyezés |
| ------------- | ----------- | ----------------- | ----------------------------------------------------------------- | ----------------- | ----------------- | ----------------- | ----------------- | ----------------- | ----------------- | -------- |
| Fabiola Ramos | Egyes       | erőnyerő          | Tóth Krisztina (HUN) · 9-11, 11-9, 11-9, 14-12, 5-11, 9-11, 10-12 | kiesett           | kiesett           | kiesett           | kiesett           | kiesett           | kiesett           | 49.      |

## Atlétika
Férfi
| Versenyző                                                              | Versenyszám     | Előfutam | Előfutam | Előfutam | Elődöntő | Elődöntő | Elődöntő | Döntő   | Döntő    |
| Versenyző                                                              | Versenyszám     | Idő      | Hely.    | Össz.    | Idő      | Hely.    | Össz.    | Idő     | Helyezés |
| ---------------------------------------------------------------------- | --------------- | -------- | -------- | -------- | -------- | -------- | -------- | ------- | -------- |
| Albert Bravo                                                           | 400 m           | 45,61    | 5.       | 23.      | 46,22    | 7.       | 22.      | kiesett | kiesett  |
| Eduard Villanueva                                                      | 1500 m          | 3:43,11  | 11.      | 35.      | kiesett  | kiesett  | kiesett  | kiesett | kiesett  |
| José Peña                                                              | 3000 m akadály  | 8:24,06  | 8.       | 16.      |          |          |          | kiesett | kiesett  |
| Pedro Mora                                                             | Maraton         |          |          |          |          |          |          | 2:22:40 | 62.      |
| Arturo Ramirez Alberto Aguilar Albert Bravo Omar Longart José Meléndez | 4 × 400 m váltó | 3:02,62  | 4.       | 8.       |          |          |          | 3:02,18 | 7.       |

Női
| Versenyző         | Versenyszám     | Előfutam | Előfutam | Előfutam | Elődöntő | Elődöntő | Elődöntő | Döntő   | Döntő    |
| Versenyző         | Versenyszám     | Idő      | Hely.    | Össz.    | Idő      | Hely.    | Össz.    | Idő     | Helyezés |
| ----------------- | --------------- | -------- | -------- | -------- | -------- | -------- | -------- | ------- | -------- |
| Nercely Soto      | 200 m           | 23,54    | 8.       | 40.      | kiesett  | kiesett  | kiesett  | kiesett | kiesett  |
| Yolimar Piñeda    | Maraton         |          |          |          |          |          |          | 2:45:16 | 94.      |
| Milángela Rosales | 20 km gyaloglás |          |          |          |          |          |          | 1:42:46 | 55.      |

| Versenyző      | Versenyszám   | Selejtező | Selejtező | Döntő    | Döntő    |
| Versenyző      | Versenyszám   | Eredmény  | Helyezés  | Eredmény | Helyezés |
| -------------- | ------------- | --------- | --------- | -------- | -------- |
| Rosa Rodríguez | Kalapácsvetés | 67,34 m   | 27.       | kiesett  | kiesett  |

## Birkózás

### Férfi
Kötöttfogású
| Versenyző       | Versenyszám | Selejtező                     | Nyolcaddöntő                            | Negyeddöntő       | Elődöntő          | Vigaszág első kör | Vigaszág elődöntő | Bronz- mérkőzés   | Döntő             | Helyezés |
| Versenyző       | Versenyszám | Ellenfél Eredmény             | Ellenfél Eredmény                       | Ellenfél Eredmény | Ellenfél Eredmény | Ellenfél Eredmény | Ellenfél Eredmény | Ellenfél Eredmény | Ellenfél Eredmény | Helyezés |
| --------------- | ----------- | ----------------------------- | --------------------------------------- | ----------------- | ----------------- | ----------------- | ----------------- | ----------------- | ----------------- | -------- |
| Luis Liendo     | 60 kg       | erőnyerő                      | Almat Kebiszpajev (KAZ) · 0-1, 2-0, 0-2 | kiesett           | kiesett           |                   |                   |                   |                   | 12.      |
| Wuilexis Rivas  | 66 kg       | erőnyerő                      | Steeve Guénot (FRA) · 0-1, 0-1          | kiesett           | kiesett           |                   |                   |                   |                   | 16.      |
| Erwin Caraballo | 96 kg       | Ardo Arusaar (EST) · 0-3, 0-2 | kiesett                                 | kiesett           | kiesett           |                   |                   |                   |                   | 19.      |

Szabadfogású
| Versenyző       | Versenyszám | Selejtező                            | Nyolcaddöntő                            | Negyeddöntő       | Elődöntő          | Vigaszág első kör | Vigaszág elődöntő | Bronz- mérkőzés   | Döntő             | Helyezés |
| Versenyző       | Versenyszám | Ellenfél Eredmény                    | Ellenfél Eredmény                       | Ellenfél Eredmény | Ellenfél Eredmény | Ellenfél Eredmény | Ellenfél Eredmény | Ellenfél Eredmény | Ellenfél Eredmény | Helyezés |
| --------------- | ----------- | ------------------------------------ | --------------------------------------- | ----------------- | ----------------- | ----------------- | ----------------- | ----------------- | ----------------- | -------- |
| Ricardo Roberty | 74 kg       | Augusto Midana (GBS) · 0-1, 1-0, 1-2 | kiesett                                 | kiesett           | kiesett           |                   |                   |                   |                   | 12.      |
| José Robertti   | 84 kg       | erőnyerő                             | Armands Zvirbulis (LAT) · 1-0, 0-1, 0-1 | kiesett           | kiesett           |                   |                   |                   |                   | 17.      |

### Női
Szabadfogású
| Versenyző       | Versenyszám | Selejtező                                       | Nyolcaddöntő                          | Negyeddöntő                            | Elődöntő          | Vigaszág első kör | Vigaszág elődöntő | Bronz- mérkőzés   | Döntő             | Helyezés |
| Versenyző       | Versenyszám | Ellenfél Eredmény                               | Ellenfél Eredmény                     | Ellenfél Eredmény                      | Ellenfél Eredmény | Ellenfél Eredmény | Ellenfél Eredmény | Ellenfél Eredmény | Ellenfél Eredmény | Helyezés |
| --------------- | ----------- | ----------------------------------------------- | ------------------------------------- | -------------------------------------- | ----------------- | ----------------- | ----------------- | ----------------- | ----------------- | -------- |
| Mayelis Caripá  | 48 kg       | erőnyerő                                        | Alexandra Engelhardt (GER) · 2-0, 2-1 | Irina Merlenyi (UKR) · 0-4 (kétvállas) | kiesett           |                   |                   |                   |                   | 10.      |
| Marcia Andrades | 55 kg       | Valerija Zsolobova (RUS) · 0-6 (kétvállas), 0-2 | kiesett                               | kiesett                                | kiesett           |                   |                   |                   |                   | 19.      |

## Cselgáncs
Férfi
| Versenyző          | Versenyszám | Selejtező         | 32-es főtábla                     | Nyolcaddöntő                         | Negyeddöntő       | Elődöntő          | Vigaszág elődöntő | Bronz- mérkőzés   | Döntő             | Helyezés |
| Versenyző          | Versenyszám | Ellenfél Eredmény | Ellenfél Eredmény                 | Ellenfél Eredmény                    | Ellenfél Eredmény | Ellenfél Eredmény | Ellenfél Eredmény | Ellenfél Eredmény | Ellenfél Eredmény | Helyezés |
| ------------------ | ----------- | ----------------- | --------------------------------- | ------------------------------------ | ----------------- | ----------------- | ----------------- | ----------------- | ----------------- | -------- |
| Javier Guédez      | Légsúly     | erőnyerő          | A Lamusi (CHN) · 011(1)-000(0)    | Rishod Sobirov (UZB) · 000(0)–100(0) | kiesett           | kiesett           |                   |                   |                   | 9.       |
| Ricardo Valderrama | Harmatsúly  | erőnyerő          | Rok Drakšič (SLO) · 000(1)–100(0) | kiesett                              | kiesett           | kiesett           |                   |                   |                   | 17.      |

Női
| Versenyző       | Versenyszám  | Selejtező         | Nyolcaddöntő                         | Negyeddöntő       | Elődöntő          | Vigaszág elődöntő | Bronz- mérkőzés   | Döntő             | Helyezés |
| Versenyző       | Versenyszám  | Ellenfél Eredmény | Ellenfél Eredmény                    | Ellenfél Eredmény | Ellenfél Eredmény | Ellenfél Eredmény | Ellenfél Eredmény | Ellenfél Eredmény | Helyezés |
| --------------- | ------------ | ----------------- | ------------------------------------ | ----------------- | ----------------- | ----------------- | ----------------- | ----------------- | -------- |
| Giovanna Blanco | Félnehézsúly | erőnyerő          | Szugimoto Mika (JPN) · 000(0)-100(0) | kiesett           | kiesett           |                   |                   |                   | 9.       |

## Íjászat
Férfi
| Versenyző    | Versenyszám | Selejtező | Selejtező | 64-es főtábla                  | 32-es főtábla     | Nyolcaddöntő      | Negyeddöntő       | Elődöntő          | Döntő             | Helyezés |
| Versenyző    | Versenyszám | Pont      | Kiemelés  | Ellenfél Eredmény              | Ellenfél Eredmény | Ellenfél Eredmény | Ellenfél Eredmény | Ellenfél Eredmény | Ellenfél Eredmény | Helyezés |
| ------------ | ----------- | --------- | --------- | ------------------------------ | ----------------- | ----------------- | ----------------- | ----------------- | ----------------- | -------- |
| Elías Malavé | Egyéni      | 666       | 25.       | Kuo Cheng-Wei (TPE)(40.) · 5-6 | kiesett           | kiesett           | kiesett           | kiesett           | kiesett           | 33.      |

Női
| Versenyző    | Versenyszám | Selejtező | Selejtező | 64-es főtábla               | 32-es főtábla     | Nyolcaddöntő      | Negyeddöntő       | Elődöntő          | Döntő             | Helyezés |
| Versenyző    | Versenyszám | Pont      | Kiemelés  | Ellenfél Eredmény           | Ellenfél Eredmény | Ellenfél Eredmény | Ellenfél Eredmény | Ellenfél Eredmény | Ellenfél Eredmény | Helyezés |
| ------------ | ----------- | --------- | --------- | --------------------------- | ----------------- | ----------------- | ----------------- | ----------------- | ----------------- | -------- |
| Leidys Brito | Egyéni      | 634       | 45.       | Cseng Ming (CHN)(20.) · 4-6 | kiesett           | kiesett           | kiesett           | kiesett           | kiesett           | 33.      |

## Kerékpározás

### BMX
| Versenyző         | Versenyszám | Selejtező | Selejtező | Elődöntő | Elődöntő | Döntő   | Döntő    | Helyezés |
| Versenyző         | Versenyszám | Idő       | Helyezés  | Pont     | Helyezés | Idő     | Helyezés | Helyezés |
| ----------------- | ----------- | --------- | --------- | -------- | -------- | ------- | -------- | -------- |
| Stefany Hernández | Női         | 41,253    | 12.       | 15       | 5.       | kiesett | kiesett  | 9.       |

### Országúti kerékpározás
Férfi
| Versenyző         | Versenyszám   | Idő                 | Helyezés |
| ----------------- | ------------- | ------------------- | -------- |
| Miguel Ubeto      | Mezőnyverseny | 5:46:37 (+0:40)     | 45.      |
| Jackson Rodríguez | Mezőnyverseny | 5:46:37 (+0:40)     | 51.      |
| Tomás Gil         | Mezőnyverseny | 5:46:37 (+0:40)     | 70.      |
| Tomás Gil         | Időfutam      | 57:05,12 (+6:25,58) | 33.      |

Női
| Versenyző       | Versenyszám   | Idő           | Helyezés      |
| --------------- | ------------- | ------------- | ------------- |
| Danielys García | Mezőnyverseny | nem ért célba | nem ért célba |

### Pálya-kerékpározás
Sprintversenyek
| Versenyző                                  | Versenyszám  | Selejtező | Selejtező | 1. forduló                   | Vigaszág                                          | Vigaszág | 2. forduló                   | Vigaszág                                                          | Vigaszág | 9–12. helyért                                                                        | 9–12. helyért | Negyeddöntő                                    | 5–8. helyért           | 5–8. helyért | Elődöntő             | Döntő                | Helyezés |
| Versenyző                                  | Versenyszám  | Idő       | Hely.     | Ellenfél Győztes idő         | Ellenfelek Győztes idő                            | Hely.    | Ellenfél Győztes idő         | Ellenfelek Győztes idő                                            | Hely.    | Ellenfelek Győztes idő                                                               | Hely.         | Ellenfél Győztes idő                           | Ellenfelek Győztes idő | Hely.        | Ellenfél Győztes idő | Ellenfél Győztes idő | Helyezés |
| ------------------------------------------ | ------------ | --------- | --------- | ---------------------------- | ------------------------------------------------- | -------- | ---------------------------- | ----------------------------------------------------------------- | -------- | ------------------------------------------------------------------------------------ | ------------- | ---------------------------------------------- | ---------------------- | ------------ | -------------------- | -------------------- | -------- |
| Hersony Canelón                            | Férfi egyéni | 10,123    | 6.        | Pavel Kelemen (CZE) · 10,840 | Edward Dawkins (NZL) · 10,439                     | 1.       | Shane Perkins (AUS) · 10,978 | Mohd Azizulhasni Awang (MAS) · Nakagava Szeiicsiró (JPN) · 10,456 | 2.       | Nakagava Szeiicsiró (JPN) · Pavel Kelemen (CZE) · Bernard Esterhuizen (RSA) · 10,950 | 4.            |                                                |                        |              |                      |                      | 12.      |
| Daniela Larreal                            | Női egyéni   | 11,569    | 16.       | Guo Shuang (CHN) · 11,371    | Willy Kanis (NED) · Virginie Cueff (FRA) · 11,643 | 3.       | kiesett                      | kiesett                                                           | kiesett  | kiesett                                                                              | kiesett       | kiesett                                        | kiesett                | kiesett      | kiesett              | kiesett              | 16.      |
| Hersony Canelón César Marcano Ángel Pulgar | Férfi csapat | 44,654    | 9.        |                              |                                                   |          |                              |                                                                   |          |                                                                                      |               | kiesett                                        | kiesett                | kiesett      | kiesett              | kiesett              | 9.       |
| Daniela Larreal Mariaesthela Vilera        | Női csapat   | 34,320    | 8.        |                              |                                                   |          |                              |                                                                   |          |                                                                                      |               | Kína (CHN) · Gong Jinjie · Guo Shuang · 32,422 | kiesett                | kiesett      | kiesett              | kiesett              | 7.       |

Keirin
| Versenyző       | Versenyszám | 1. forduló | Vigaszág | 2. forduló | Döntő            | Helyezés |
| Versenyző       | Versenyszám | Helyezés   | Helyezés | Helyezés   | Helyezés         | Helyezés |
| --------------- | ----------- | ---------- | -------- | ---------- | ---------------- | -------- |
| Hersony Canelón | Férfi       | 3.         | 2.       | 5.         | 7–12. helyért 6. | 12.      |
| Daniela Larreal | Női         | 3.         | 3.       | 6.         | 7–12. helyért 3. | 9.       |

Omnium
| Versenyző      | Versenyszám | 200 méter | 200 méter | 30 km-es pontverseny | 30 km-es pontverseny | Kieséses verseny | 4 km-es egyéni üldözőverseny | 4 km-es egyéni üldözőverseny | 15 km-es scratch | 15 km-es scratch | 1000 m-es időfutam | 1000 m-es időfutam | Összesítés | Összesítés |
| Versenyző      | Versenyszám | Idő       | Hely.     | Pont                 | Hely.                | Hely.            | Eredmény                     | Hely.                        | Lekörözés        | Hely.            | Idő                | Hely.              | Pont       | Helyezés   |
| -------------- | ----------- | --------- | --------- | -------------------- | -------------------- | ---------------- | ---------------------------- | ---------------------------- | ---------------- | ---------------- | ------------------ | ------------------ | ---------- | ---------- |
| Carlos Linares | Férfi       | 13,863    | 16.       | -18                  | 16.                  | 14.              | 4:36,477                     | 16.                          | 2                | 18.              | 1:06,773           | 16.                | 96         | 17.        |

| Versenyző      | Versenyszám | 200 méter | 200 méter | 20 km-es pontverseny | 20 km-es pontverseny | Kieséses verseny | 3 km-es egyéni üldözőverseny | 3 km-es egyéni üldözőverseny | 10 km-es scratch | 10 km-es scratch | 500 m-es időfutam | 500 m-es időfutam | Összesítés | Összesítés |
| Versenyző      | Versenyszám | Idő       | Hely.     | Pont                 | Hely.                | Hely.            | Eredmény                     | Hely.                        | Lekörözés        | Hely.            | Idő               | Hely.             | Pont       | Helyezés   |
| -------------- | ----------- | --------- | --------- | -------------------- | -------------------- | ---------------- | ---------------------------- | ---------------------------- | ---------------- | ---------------- | ----------------- | ----------------- | ---------- | ---------- |
| Angie González | Női         | 15,115    | 17.       | 20                   | 9.                   | 18.              | 3:54,926                     | 17.                          | –                | 17.              | 37,578            | 17.               | 95         | 18.        |

## Műugrás
Férfi
| Versenyző          | Versenyszám    | Selejtező | Selejtező | Elődöntő | Elődöntő | Döntő   | Döntő    |
| Versenyző          | Versenyszám    | Pont      | Helyezés  | Pont     | Helyezés | Pont    | Helyezés |
| ------------------ | -------------- | --------- | --------- | -------- | -------- | ------- | -------- |
| Edickson Contreras | Egyéni műugrás | 301,45    | 28.       | kiesett  | kiesett  | kiesett | kiesett  |
| Robert Páez        | Egyéni műugrás | 382,60    | 25.       | kiesett  | kiesett  | kiesett | kiesett  |

Női
| Versenyző        | Versenyszám    | Selejtező | Selejtező | Elődöntő | Elődöntő | Döntő   | Döntő    |         |
| Versenyző        | Versenyszám    | Pont      | Helyezés  | Pont     | Helyezés | Pont    | Helyezés |         |
| ---------------- | -------------- | --------- | --------- | -------- | -------- | ------- | -------- | ------- |
| Jocelyn Castillo | Egyéni műugrás | 266,00    | 23.       | kiesett  | kiesett  | kiesett | kiesett  | kiesett |

## Ökölvívás
Férfi
| Versenyző          | Versenyszám | Selejtező                      | Nyolcaddöntő                 | Negyeddöntő                  | Elődöntő          | Döntő             | Helyezés |
| Versenyző          | Versenyszám | Ellenfél Eredmény              | Ellenfél Eredmény            | Ellenfél Eredmény            | Ellenfél Eredmény | Ellenfél Eredmény | Helyezés |
| ------------------ | ----------- | ------------------------------ | ---------------------------- | ---------------------------- | ----------------- | ----------------- | -------- |
| Gabriel Maestre    | Váltósúly   | Amin Ghasemi Pour (IRI) · 13-8 | Siphiwe Lusizi (RSA) · 18-13 | Szerik Szapijev (KAZ) · 9-20 | kiesett           | kiesett           | 5.       |
| José Espinoza Mena | Középsúly   | Harcsa Zoltán (HUN) · 13-16    | kiesett                      | kiesett                      | kiesett           | kiesett           | 17.      |

Női
| Versenyző        | Versenyszám | Selejtező                 | Negyeddöntő                  | Elődöntő          | Döntő             | Helyezés |
| Versenyző        | Versenyszám | Ellenfél Eredmény         | Ellenfél Eredmény            | Ellenfél Eredmény | Ellenfél Eredmény | Helyezés |
| ---------------- | ----------- | ------------------------- | ---------------------------- | ----------------- | ----------------- | -------- |
| Karlha Magliocco | Légsúly     | Erica Matos (BRA) · 15-14 | Marlen Esparza (USA) · 16–24 | kiesett           | kiesett           | 5.       |

## Röplabda

### Strandröplabda

#### Férfi
| Versenyző                      | Csoportkör | Csoportkör | 16 közé jutásért  | Nyolcaddöntő      | Negyeddöntő       | Elődöntő          | Döntő             | Helyezés |
| Versenyző                      | Ellenfél Eredmény | Hely.      | Ellenfél Eredmény | Ellenfél Eredmény | Ellenfél Eredmény | Ellenfél Eredmény | Ellenfél Eredmény | Helyezés |
| ------------------------------ | --- | ---------- | ----------------- | ----------------- | ----------------- | ----------------- | ----------------- | -------- |
| Igor Hernández Jesus Villafañe | E csoport · Hollandia (NED) · Reinder Nummerdor · Richard Schuil · 18-21, 21-17, 10-15 · Lettország (LAT) · Mārtiņš Pļaviņš · Jānis Šmēdiņš · 14-21, 16-21 · Németország (GER) · Jonathan Erdmann · Kay Matisik · 22-20, 16-21, 11-15 | 4.         | kiesett           | kiesett           | kiesett           | kiesett           | kiesett           | 19.      |

## Sportlövészet
Női
| Versenyző      | Versenyszám   | Selejtező | Selejtező | Döntő   | Döntő    |
| Versenyző      | Versenyszám   | Pont      | Helyezés  | Pont    | Helyezés |
| -------------- | ------------- | --------- | --------- | ------- | -------- |
| Maribel Piñeda | Légpisztoly   | 365       | 45.       | kiesett | kiesett  |
| Maribel Piñeda | Sportpisztoly | 560       | 38.       | kiesett | kiesett  |

## Súlyemelés
Férfi
| Versenyző      | Versenyszám | Szakítás | Szakítás | Lökés    | Lökés    | Összesen | Helyezés |
| Versenyző      | Versenyszám | Eredmény | Helyezés | Eredmény | Helyezés | Összesen | Helyezés |
| -------------- | ----------- | -------- | -------- | -------- | -------- | -------- | -------- |
| Junior Sánchez | 69 kg       | 148      | 5.       | 180      | 5.       | 328      | 5.       |

Női
| Versenyző        | Versenyszám | Szakítás | Szakítás | Lökés    | Lökés    | Összesen | Helyezés |
| Versenyző        | Versenyszám | Eredmény | Helyezés | Eredmény | Helyezés | Összesen | Helyezés |
| ---------------- | ----------- | -------- | -------- | -------- | -------- | -------- | -------- |
| Betsi Rivas      | 48 kg       | 70       | 10.      | 98       | 6.       | 168      | 8.       |
| Inmara Henríquez | 53 kg       | 81       | 14.      | 113      | 5.       | 194      | 10.      |

## Torna
Női
| Versenyző     | Versenyszám      | Selejtező | Selejtező | Döntő    | Döntő    |
| Versenyző     | Versenyszám      | Pontszám  | Helyezés  | Pontszám | Helyezés |
| ------------- | ---------------- | --------- | --------- | -------- | -------- |
| Jessica López | Talaj            | 13,900    | 27.       | kiesett  | kiesett  |
| Jessica López | Felemás korlát   | 14,266    | 20.       | kiesett  | kiesett  |
| Jessica López | Gerenda          | 13,933    | 27.       | kiesett  | kiesett  |
| Jessica López | Egyéni összetett | 56,665    | 13.       | 55,500   | 18.      |

## Úszás
Férfi
| Versenyző                                                | Versenyszám          | Előfutam | Előfutam | Előfutam | Elődöntő | Elődöntő | Elődöntő | Döntő     | Döntő    |
| Versenyző                                                | Versenyszám          | Idő      | Hely.    | Össz.    | Idő      | Hely.    | Össz.    | Idő       | Helyezés |
| -------------------------------------------------------- | -------------------- | -------- | -------- | -------- | -------- | -------- | -------- | --------- | -------- |
| Cristian Quintero                                        | 200 m gyors          | 1:48,71  | 3.       | 22.      | kiesett  | kiesett  | kiesett  | kiesett   | kiesett  |
| Cristian Quintero                                        | 400 m gyors          | 3:50,44  | 6.       | 16.      |          |          |          | kiesett   | kiesett  |
| Alejandro Gómez                                          | 1500 m gyors         | 15:27,38 | 7.       | 23.      |          |          |          | kiesett   | kiesett  |
| Albert Subirats                                          | 100 m pillangó       | 53,18    | 8.       | 29.      | kiesett  | kiesett  | kiesett  | kiesett   | kiesett  |
| Marcos Lavado                                            | 200 m pillangó       | 1:59,31  | 3.       | 27.      | kiesett  | kiesett  | kiesett  | kiesett   | kiesett  |
| Erwin Maldonado                                          | 10 km nyílt vízi     |          |          |          |          |          |          | 1:50:52,9 | 13.      |
| Cristian Quintero Octavio Alesi Marcos Lavado Crox Acuña | 4 × 100 m gyorsváltó | 3:22,68  | 7.       | 15.      |          |          |          | kiesett   | kiesett  |

Női
| Versenyző      | Versenyszám      | Előfutam | Előfutam | Előfutam | Elődöntő | Elődöntő | Elődöntő | Döntő     | Döntő    |
| Versenyző      | Versenyszám      | Idő      | Hely.    | Össz.    | Idő      | Hely.    | Össz.    | Idő       | Helyezés |
| -------------- | ---------------- | -------- | -------- | -------- | -------- | -------- | -------- | --------- | -------- |
| Arlene Semeco  | 50 m gyors       | 25,56    | 3.       | 28.      | kiesett  | kiesett  | kiesett  | kiesett   | kiesett  |
| Arlene Semeco  | 100 m gyors      | 56,90    | 7.       | 33.      | kiesett  | kiesett  | kiesett  | kiesett   | kiesett  |
| Andreina Pinto | 400 m gyors      | 4:08,45  | 6.       | 15.      |          |          |          | kiesett   | kiesett  |
| Andreina Pinto | 800 m gyors      | 8:26,43  | 2.*      | 6.*      |          |          |          | 8:29,28   | 8.       |
| Andreina Pinto | 200 m pillangó   | 2:11,23  | 2.       | 22.      | kiesett  | kiesett  | kiesett  | kiesett   | kiesett  |
| Andreina Pinto | 400 m vegyes     | 4:48,64  | 4.       | 27.      |          |          |          | kiesett   | kiesett  |
| Yanel Pinto    | 10 km nyílt vízi |          |          |          |          |          |          | 1:59:05,8 | 14.      |

* - egy másik versenyzővel azonos időt ért el

## Vitorlázás
Férfi
| Versenyző        | Versenyszám     | Futam | Futam | Futam | Futam | Futam | Futam | Futam | Futam | Futam | Futam | Futam   | Pontszám | Helyezés |
| Versenyző        | Versenyszám     | 1     | 2     | 3     | 4     | 5     | 6     | 7     | 8     | 9     | 10    | É       | Pontszám | Helyezés |
| ---------------- | --------------- | ----- | ----- | ----- | ----- | ----- | ----- | ----- | ----- | ----- | ----- | ------- | -------- | -------- |
| Daniel Flores    | Szörfvitorlázás | (37)  | 37    | 29    | 32    | 30    | 24    | 32    | 29    | 23    | 16    | kiesett | 252      | 31.      |
| José Miguel Ruíz | Laser           | 45    | (46)  | 34    | 37    | 41    | 36    | 33    | 44    | 35    | 28    | kiesett | 333      | 41.      |

## Vívás
Férfi
| Versenyző        | Versenyszám       | Selejtező                    | 32-es főtábla                     | Nyolcaddöntő                | Negyeddöntő               | Elődöntő                | Bronz- mérkőzés   | Döntő                          | Helyezés |
| Versenyző        | Versenyszám       | Ellenfél Eredmény            | Ellenfél Eredmény                 | Ellenfél Eredmény           | Ellenfél Eredmény         | Ellenfél Eredmény       | Ellenfél Eredmény | Ellenfél Eredmény              | Helyezés |
| ---------------- | ----------------- | ---------------------------- | --------------------------------- | --------------------------- | ------------------------- | ----------------------- | ----------------- | ------------------------------ | -------- |
| Silvio Fernández | Párbajtőr, egyéni |                              | Dmitrij Alekszanyin (KAZ) · 15–12 | Ruslan Kudayev (UZB) · 15–3 | Seth Kelsey (USA) · 9-15  | kiesett                 | kiesett           | kiesett                        | 6.       |
| Rubén Limardo    | Párbajtőr, egyéni |                              | Ayman Mohamed Fayez (EGY) · 15-13 | Max Heinzer (SUI) · 15-11   | Paolo Pizzo (ITA) · 15-12 | Seth Kelsey (USA) · 6-5 |                   | Bartosz Piasecki (NOR) · 15-10 |          |
| Hernan Jansen    | Kard, egyéni      | Hichem Samandi (TUN) · 15–13 | Alekszej Jakimenko (RUS) · 4-15   | kiesett                     | kiesett                   | kiesett                 | kiesett           | kiesett                        | 31.      |

Női
| Versenyző         | Versenyszám       | Selejtező                    | 32-es főtábla               | Nyolcaddöntő                  | Negyeddöntő       | Elődöntő          | Bronz- mérkőzés   | Döntő             | Helyezés |
| Versenyző         | Versenyszám       | Ellenfél Eredmény            | Ellenfél Eredmény           | Ellenfél Eredmény             | Ellenfél Eredmény | Ellenfél Eredmény | Ellenfél Eredmény | Ellenfél Eredmény | Helyezés |
| ----------------- | ----------------- | ---------------------------- | --------------------------- | ----------------------------- | ----------------- | ----------------- | ----------------- | ----------------- | -------- |
| Johana Fuenmayor  | Tőr, egyéni       | Eman El Gammal (EGY) · 15–9  | Arianna Errigo (ITA) · 4-15 | kiesett                       | kiesett           | kiesett           | kiesett           | kiesett           | 31.      |
| María Martínez    | Párbajtőr, egyéni | Imke Duplitzer (GER) · 10-15 | kiesett                     | kiesett                       | kiesett           | kiesett           | kiesett           | kiesett           | 36.      |
| Alejandra Benitez | Kard, egyéni      |                              | I Radzsin (KOR) · 15-9      | Szofja Velikaja (RUS) · 10-15 | kiesett           | kiesett           | kiesett           | kiesett           | 15.      |